# Cyphoderus bidenticulatus
Cyphoderus bidenticulatus is een springstaartensoort uit de familie van de Cyphoderidae. De wetenschappelijke naam van de soort is voor het eerst geldig gepubliceerd in 1888 door Parona.